# Województwo poleskie

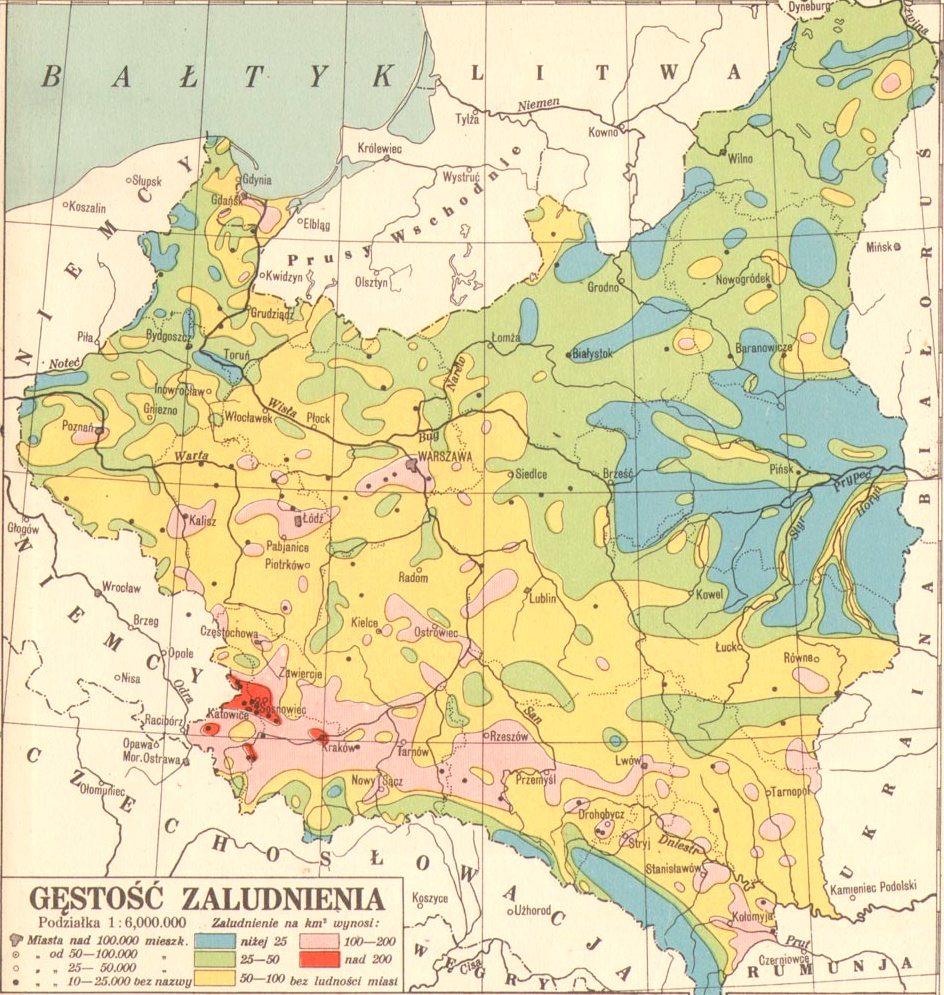
Polska, gęstość zaludnienia, 1930

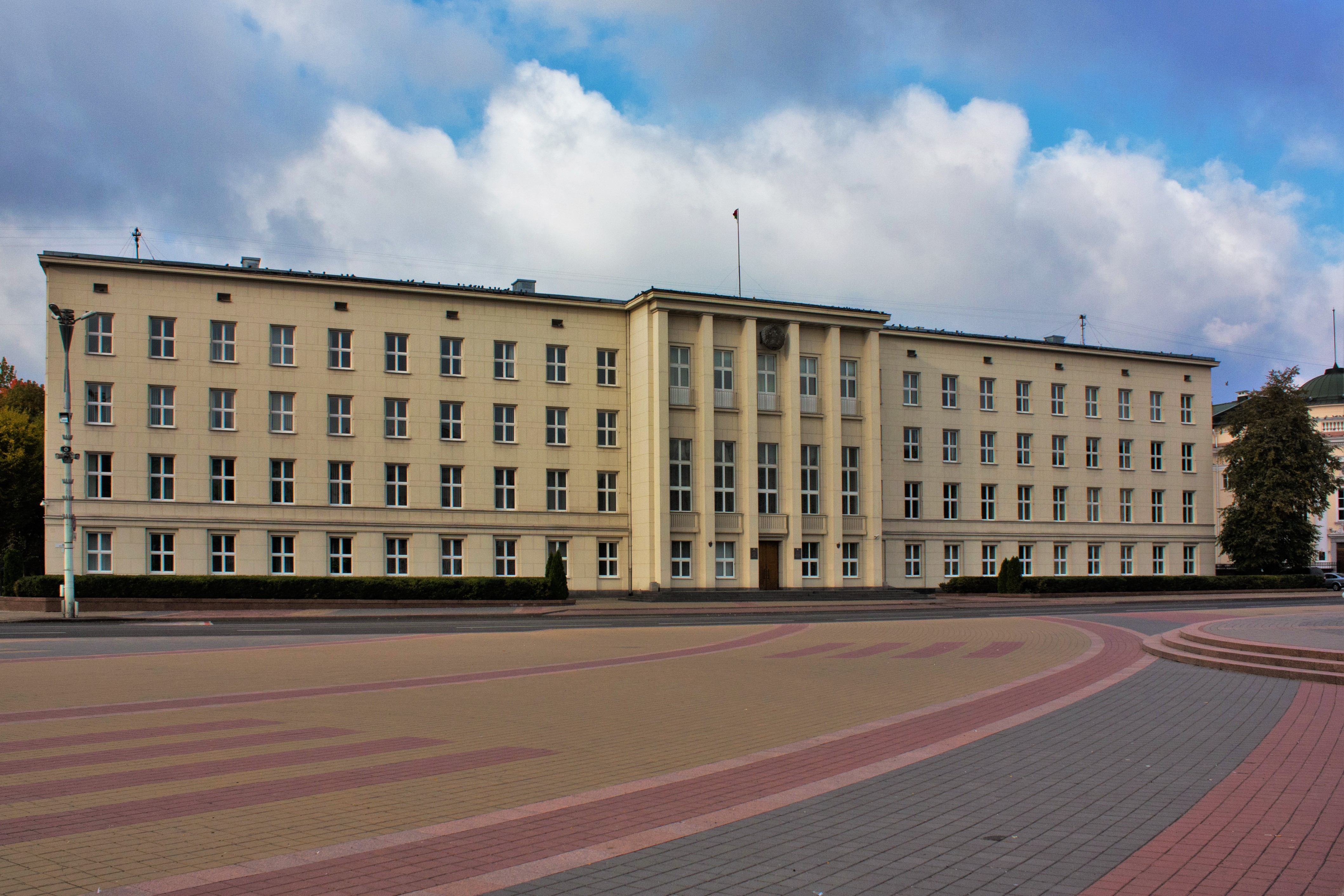
Urząd Wojewódzki Poleski w Brześciu nad Bugiem (2012)

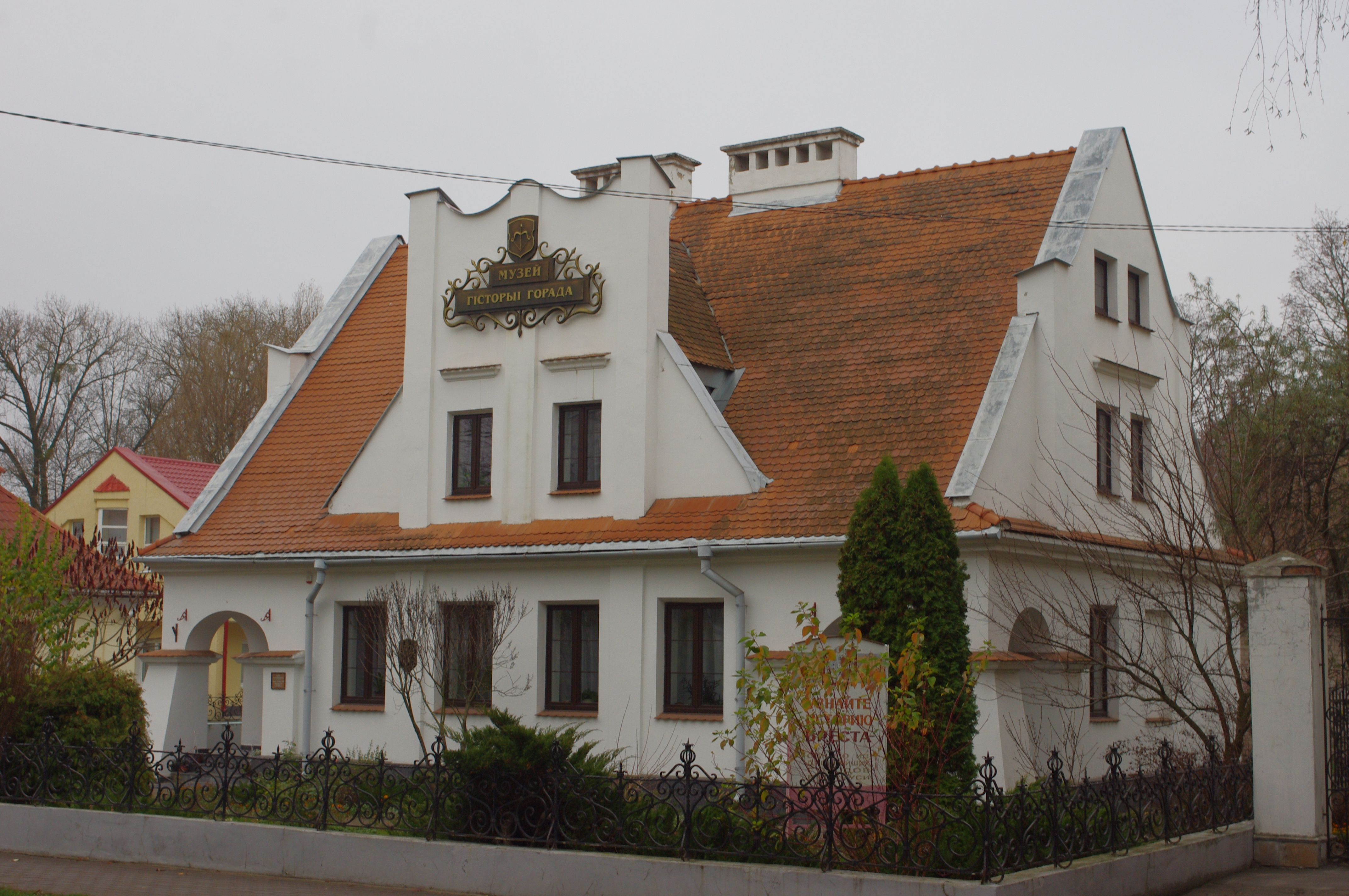
Budynek kolonii urzędniczej w Brześciu nad Bugiem

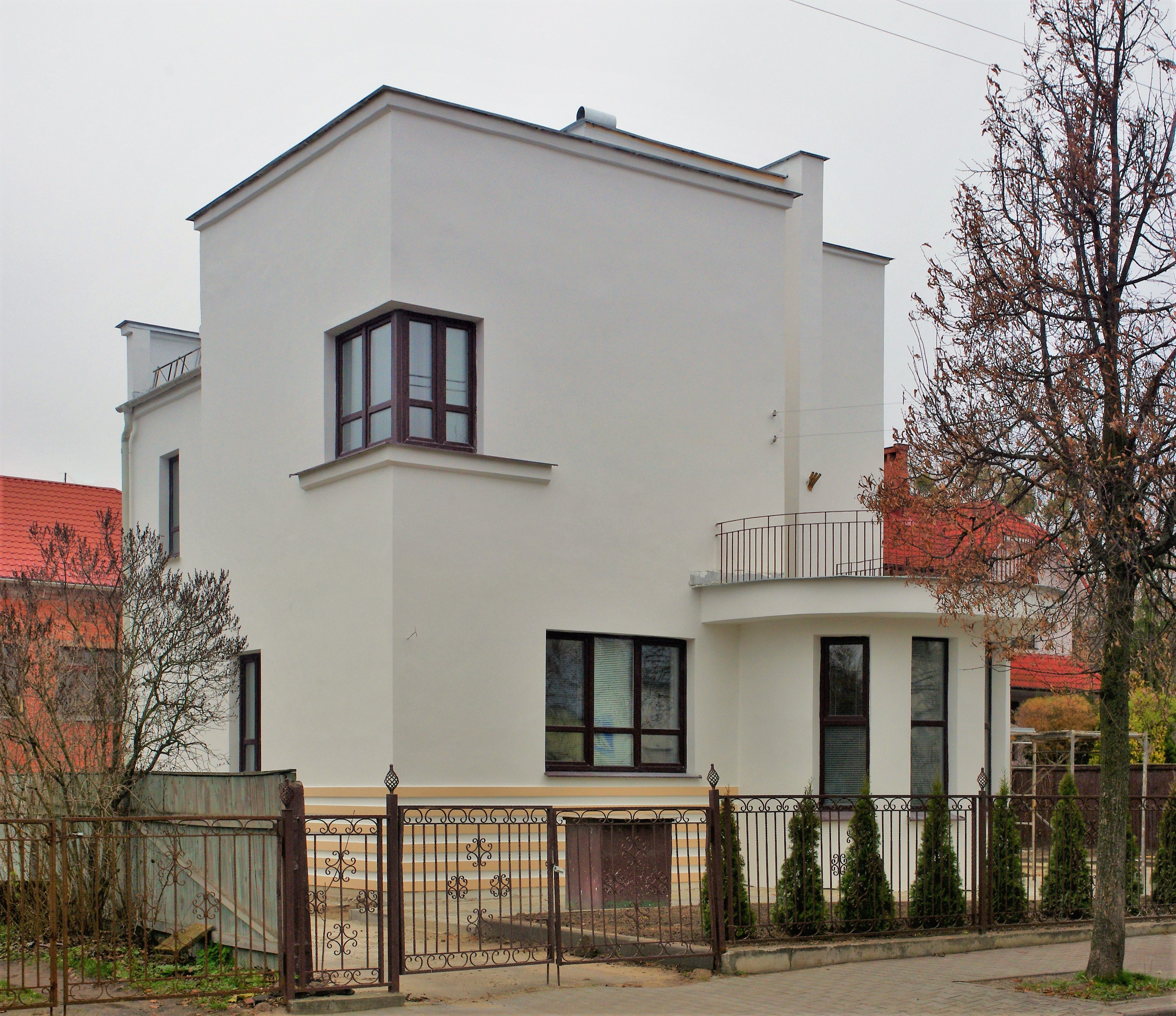
Willa funkcjonalistyczna w Brześciu nad Bugiem z czasów II RP

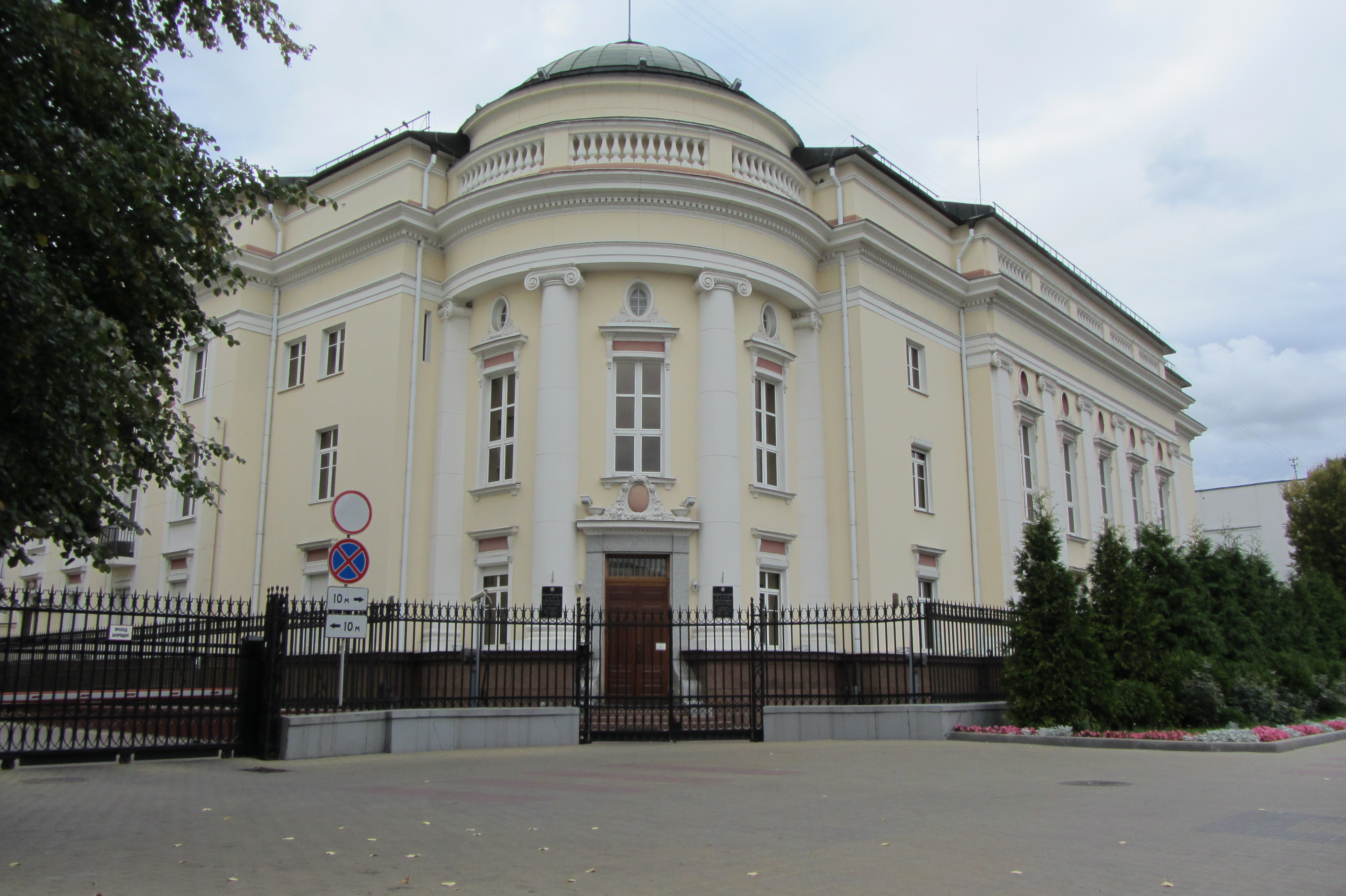
Bank Polski w Brześciu nad Bugiem z czasów II RP

Województwo poleskie – województwo II Rzeczypospolitej utworzone 19 lutego 1921 z siedzibą w Pińsku. Po pożarze miasta w sierpniu 1921 stolicę przeniesiono do Brześcia Litewskiego, przemianowanego 20 marca 1923 na Brześć nad Bugiem. W 1921 województwo składało się z 10 powiatów, 17 miast i 113 gmin i zajmowało powierzchnię 42.280 km². Województwo istniało do 1939.
Główne miasta: Brześć nad Bugiem, Pińsk, Dawidgródek, Łuniniec, Kobryń, Prużana, Sarny i Stolin.

## Charakterystyka
Było to jedno z najbardziej zacofanych województw Polski międzywojennej, o wysokim stopniu analfabetyzmu, niskiej scholaryzacji. W 1938 większość ludności przyznawała się do narodowości „tutejszej”, nie podając języka ojczystego.
1 stycznia 1923 z części gmin powiatów łuninieckiego, sarneńskiego i pińskiego utworzono nowy powiat stoliński. 16 grudnia 1930 województwo zmieniło swoje granice – do województwa wołyńskiego przyłączono powiat sarneński. 1 kwietnia 1935 powiat kosowski przemianowano na iwacewicki.
W wyniku paktu Ribbentrop-Mołotow województwo poleskie znalazło się w granicach ZSRR. Jego południowa część z Kamieniem Koszyrskim została włączona do Ukrainy radzieckiej, północna część zaś – jako obwody brzeski i piński – do Białoruskiej Socjalistycznej Republiki Radzieckiej.
W czasie okupacji niemieckiej (1941–1944) teren województwa podzielono między obwód białostocki oraz Komisariaty Rzeszy: Wschód i Ukraina.
W wyniku układu polsko-radzieckiego z 1945 jedynie niewielkie fragmenty województwa poleskiego znajdują się obecnie w Polsce, stanowiąc część Podlasia. Reszta województwa została rozparcelowana między obwody brzeski i piński na Białorusi oraz wołyński i rówieński na Ukrainie. Po reformie administracyjnej w Białoruskiej SRR i likwidacji obwodu pińskiego tereny województwa znajdujące się na obszarze Białorusi prawie w całości należą do obwodu brzeskiego (poza m.in. wsią Lenin włączoną w skład obwodu homelskiego).

## Podział administracyjny
Powierzchnia powiatów według stanu na 1939 r., w przypadku wcześniejszego zniesienia lub zmiany przynależności wojewódzkiej powiatu na ostatni rok istnienia w ramach danego województwa. Liczba ludności na podstawie spisu powszechnego z 1931 r., w przypadku powiatów zniesionych lub przeniesionych przed tą datą, dane ze spisu powszechnego z 1921 r.
| Powiat                           | Powierzchnia (km²) | Liczba mieszkańców | Siedziba (liczba mieszkańców)     |
| -------------------------------- | ------------------ | ------------------ | --------------------------------- |
| brzeski                          | 4625               | 216 200            | Brześć nad Bugiem (48 431)        |
| drohicki                         | 2351               | 97 000             | Drohiczyn (Poleski) ([1921] 1987) |
| iwacewicki (od 1932)             | 3562               | 83 700             | Iwacewicze ([1921] 373)           |
| kobryński                        | 3545               | 114 000            | Kobryń (10 101)                   |
| kosowski (do 1931)               | 3578               | 48 586             | Kosów Poleski (3256)              |
| koszyrski (lub kamień-koszyrski) | 3243               | 95 000             | Kamień Koszyrski ([1921] 1265)    |
| łuniniecki                       | 5722               | 109 300            | Łuniniec (8721)                   |
| piński                           | 5587               | 183 600            | Pińsk (31 913)                    |
| prużański                        | 2644               | 108 600            | Prużana (8013)                    |
| sarneński (do 1930)              | 5441               | 131 652            | Sarny (5931)                      |
| stoliński (od 1923)              | 5389               | 124 800            | Stolin (6328)                     |

## Ludność

### Spis powszechny z 1921
Ludność województwa w 1921 wynosiła 880 898 osób.
- Według narodowości:
  - Białorusini 42,6%; 375 220
  - Polacy 24,3%; 214 052
  - Ukraińcy 17,7%; 156 142
  - Żydzi 10,4%; 91 251
  - Poleszucy 4,4%; 38 565
  - Rosjanie 0,5%; 4 303
  - Niemcy 0,1%; 905
- Według wyznania:
  - prawosławne 79,2%; 697 373
  - mojżeszowe 12,6%; 110 639
  - rzymskokatolickie 7,8%; 68 698
  - ewangelickie 0,4%; 3 804

Spis ten przeprowadzony był tuż po wojnie polsko-sowieckiej w nieustabilizowanej jeszcze sytuacji demograficznej (znaczna część ewakuowanej wcześniej ludności nie wróciła do swoich domów) i obciążony był poważnymi wadami (min. pomijanie pewnych grup, błędne wpisywanie narodowości osobom, które nie potrafiły jej określić, przypadki fałszerstw). Wyniki tego spisu stały w sprzeczności z wcześniejszymi spisami rosyjskimi oraz badaniami prowadzonymi przez niezależnych badaczy, więc były kwestionowane.

### Spis dzieci szkolnych z 1926
W 1926 roku przeprowadzono w woj. poleskim spis dzieci w wieku szkolnym, który może być uzupełnieniem do kwestionowanych wyników spisów powszechnych z 1921 i 1931 roku.
Spis uwzględniał 316 400 dzieci w wieku szkolnym i dotyczył języków, którymi się posługiwały.
- polski 12,9%
- ukraiński, białoruski i „tutejszy” 72,2%
- jidysz i hebrajski 9,2%
- rosyjski 1,8%
- pozostałe lub dwujęzyczne 3,4%

### Spis powszechny z 1931
Według drugiego powszechnego spisu ludności z 1931 roku województwo zamieszkiwało 1 132 200 osób.
- Według języka:
  - polski 14,5%; 164 106
  - ukraiński 4,8%; 54 047
  - białoruski 6,7%; 75 338
  - „tutejszy” 62,4%; 707 088
  - jidysz lub hebrajski 10%; 112 966
  - rosyjski 1,4%;
  - inny 0,2%
- Według wyznania:[15]
  - rzymskokatolickie 124 951 (11,0%)
  - unickie 1780 (0,15%)
  - prawosławne 875 803 (77,4%)
  - ewangelickie 5498 (0,5%), w tym: ewangelicko-augsburskie 3065, ewangelicko-reformowane 415, ewangelicko-unijne 79, ewangelickie (bez bliższego określenia) 1939
  - inne chrześcijańskie 9329 (0,8%)
  - mojżeszowe 113 988 (10,1%)
  - inne niechrześcijańskie 120
  - bez określenia wyznania (w tym bezwyznaniowi) 191
  - nie podało przynależności konfesyjnej 279[15].

Drugi spis przeprowadzony był w ustabilizowanych warunkach, lecz również zawierał błędy wynikające z działań administracji w stosunku do mniejszości ukraińskiej i białoruskiej. Najprawdopodobniej zawyżano liczbę osób posługujących się językiem polskim.
Drugi spis nie zawierał pytań o narodowość, tylko o język i wyznanie, co nie zawsze oznaczało tożsamość narodową. Spis zawierał kategorię „język tutejszy” dla Poleszuków, którzy nie potrafi określić swojej przynależności narodowej (mówili o sobie „tutejsi”) a posługiwali się dialektem mieszanym języka ukraińskiego i białoruskiego.
Pomimo iż województwo obejmowało mniejszy obszar niż w 1921 roku, to w 1931 liczyło o ponad 250 tys. osób więcej mieszkańców. Najwięcej z nich posługiwało się językiem „tutejszym” (62,4%) i było wyznania prawosławnego (77,4%).
W stosunku do pierwszego spisu liczba ludności polskiej (mówiącej po polsku) była mniejsza o ok. 50 tys. osób i stanowiła 14,5% a nie 24,3%, co sugerował pierwszy spis. Według ocen i tak liczba ta była zawyżona i odsetek Polaków wynosił ok. 11-12%.

### Ludność województwa poleskiego w 1931 r. w powiatach według deklarowanego języka ojczystego[18]
| Województwo poleskie |           |                  |                 |                 |                 |                  |                |
| Powiat               | Łącznie   | Polacy           | Ukraińcy        | Białorusini     | Żydzi           | „Tutejsi”        | inni           |
| brzeski              | 215 927   | 50 248 (23,27%)  | 17 926 (8,30%)  | 17 022 (7,88%)  | 32 089 (14,86%) | 95 226 (44,10%)  | 3 416 (1,58%)  |
| drohicki             | 97 040    | 6 844 (7,05%)    | 1 493 (1,54%)   | 355 (0,37%)     | 6 947 (7,16%)   | 80 156 (82,60%)  | 1 245 (1,28%)  |
| kobryński            | 113 972   | 10 040 (8,81%)   | 21 934 (19,25%) | 5 208 (4,57%)   | 10 489 (9,20%)  | 62 854 (55,15%)  | 3 447 (3,02%)  |
| kosowski             | 83 696    | 8 456 (10,10%)   | 132 (0,16%)     | 14 259 (17,04%) | 6 300 (7,53%)   | 53 824 (64,31%)  | 725 (0,87%)    |
| koszyrski            | 94 988    | 6 692 (7,05%)    | 8 271 (8,71%)   | 1 136 (1,20%)   | 4 014 (4,23%)   | 74 313 (78,23%)  | 562 (0,59%)    |
| łuniniecki           | 108 663   | 16 535 (15,22%)  | 264 (0,24%)     | 2 850 (2,62%)   | 7 811 (7,19%)   | 80 323 (73,92%)  | 880 (0,81%)    |
| piński               | 184 305   | 29 077 (15,78%)  | 1 063 (0,58%)   | 5 671 (3,08%)   | 25 088 (13,61%) | 118 761 (64,44%) | 4 645 (2,52%)  |
| prużański            | 108 583   | 17 762 (16,36%)  | 301 (0,28%)     | 24 156 (22,25%) | 9 419 (8,67%)   | 56 307 (51,86%)  | 638 (0,59%)    |
| stoliński            | 124 765   | 18 452 (14,79%)  | 2 663 (2,13%)   | 4 681 (3,75%)   | 10 809 (8,66%)  | 85 324 (68,39%)  | 2 836 (2,27%)  |
| Ogółem:              | 1 131 939 | 164 106 (14,50%) | 54 047 (4,77%)  | 75 338 (6,66%)  | 112 966 (8,53%) | 707 088 (62,47%) | 18 394 (1,62%) |

### Struktura demograficzna (1931)[3]
Liczba ludności (dane z 9 grudnia 1931):
|        | Ogółem    | Ogółem | Kobiety | Kobiety | Mężczyźni | Mężczyźni |
| osób   | %         | osób   | %       | osób    | %         |           |
| ------ | --------- | ------ | ------- | ------- | --------- | --------- |
| Ogółem | 1 131 939 | 100    | 582 385 | 51,45   | 549 554   | 48,55     |
| Miasto | 148 809   | 13,15  | 77 637  | 6,86    | 71 172    | 6,29      |
| Wieś   | 983 130   | 86,85  | 504 748 | 44,59   | 478 382   | 42,26     |

▶Wieś vs ▶miasto
Ogółem (▶k, ▶m)
Miasto (▶k, ▶m)
Wieś (▶k, ▶m)

## Wojewodowie polescy w II Rzeczypospolitej
- Walery Roman 14 marca 1921 – 3 maja 1922
- Stanisław Downarowicz 18 maja 1922 – 2 października 1924
- Kazimierz Młodzianowski 4 października 1924 – 5 maja 1926
- Jan Krahelski 14 lipca 1926 – 8 września 1932 (p.o. to 23 grudnia 1926)
- Wacław Kostek-Biernacki 8 września 1932 – 2 września 1939
- Jerzy Albin de Tramecourt (p.o. za Kostek-Biernacki) 17 lutego 1937 – 7 września 1937

## Miasta i miasteczka

### Synteza
W latach międzywojennych istniały trzy rodzaje jednostek osadniczych o charakterze topograficznie miejskim miasto, miasteczko i osada miejska. Na terenie woj. poleskiego występowały dwie formy (miasta i miasteczka).
Określenie miasto miało w latach międzywojennych trojakie znaczenie. Mogło odnosić się wyłącznie do charakteru prawnego miejscowości (a więc typu jednostki administracyjnej), co nie znaczyło automatycznie że „miasto administracyjne" faktycznie posiadało prawa miejskie. Podstawą zaliczenia danej miejscowości do grupy miast było tzw. kryterium administracyjne, jako najwięcej odpowiadające rozwojowi stosunków i życia. Mimo że większość miast prawnych prawa miejskie posiadała, wiele z nich miało zaledwie prawa miasteczka a niektóre miasta (Nisko, Borysław, Tustanowice) były wręcz wsiami.
Odwrotnie wiele miasteczek, a nawet miast – a więc faktycznie posiadających prawa miasteczka bądź prawa miejskie – były wsiami w gminach wiejskich. Jednostki te w ogólnych publikacjach nie są zaliczane do miast (a więc nie wpływają na liczbę miast województwa), co jednak lekceważy fakt posiadania praw miasteczka/praw miejskich (poniższa tabela je uwzględnia z zachowaną dystynkcją).
Wreszcie, niektóre miejscowości posiadały w nazwie wyraz Miasto – pisany wielką literą – mimo braku praw miejskich (np. Pruchnik Miasto, Waręż Miasto, Tartaków Miasto). Wyraz ten stanowił integralną część nazwy miejscowości (choć nie przesądzał bynajmniej jej charakteru topograficznego) aby odróżnić ją od innej (topograficznie wiejskiej) miejscowości o identycznej nazwie w tej samej okolicy (np. Pruchnik-Wieś, Waręż-Wieś, Tartaków-Wieś).
Za II Rzeczypospolitej w poczet miast (gmin miejskich) zaliczano różne grupy miejscowości zależnie od obszaru dawnego zaboru, w których się znajdowały. W województwach wschodnich byłego zaboru rosyjskiego (m.in. w woj. poleskim) po odzyskaniu niepodległości panowało zamieszanie co do charakteru prawnego miejscowości posiadających prawa miejskie/miasteczka. Sprawa ta została częściowo uregulowana różnymi rozporządzeniami, lecz przepisy były tylko częściowo wykonywane. Ostatecznie w woj. poleskim za miasta uznano wszystkie miejscowości posiadające w 1924 roku prawa miejskie bądź te miejscowości o prawach miasteczka, które liczyły ponad 2.000 mieszkańców. Jednakże Główny Urząd Statystyczny (na którego danych poniższa tabela jest utworzona) oparł wykaz nie na stanie faktycznym, lecz na obowiązujących przepisach prawno-administracyjnych (przez to są w nim niewielkie rozbieżności, np. Rokitno). Stąd:
- Za miasta (gminy miejskie) uznano wszelkie miejscowości, które za czasów rosyjskich posiadały ustrój miejski, o ile liczą (w 1924 roku) więcej niż 4000 mieszkańców
- Za miasteczka (gminy miejskie) uznano wszelkie miejscowości o charakterze miasteczkowym z liczbą mieszkańców (w 1924 roku) od 2000[29] do 4000 mieszkańców
- Za miasta/miasteczka (gminy miejskie) uznano także wszelkie inne miejscowości, na które ustawa miejska (względnie tymczasowa ustawa miejska) została rozciągnięta indywidualnymi rozporządzeniami Komisarza Generalnego Ziem Wschodnich[12]

W poniższej tabeli umieszczono wszystkie miasta i miasteczka województwa poleskiego obu typów (stan na 1924 rok) z podziałem na charakter prawny (rodzaj jednostki administracyjnej) i przywileje (prawa miejskie/miasteczka). W późniejszych latach część najmniejszych miast status miejski utraciła; w wykazie oznaczono (►) miasta, które w 1937 roku były już wsiami.

### Wykaz
Stan ludności: na 30 czerwca 1921 roku (niezależnie od statusu jednostki w 1921 roku)

Główne źródło: Skorowidz miejscowości Rzeczypospolitej Polskiej - Tom VIII - Województwo Poleskie, Główny Urząd Statystyczny Rzeczypospolitej Polskiej, Warszawa 1924

Źródła uzupełniające: Dzienniki Ustaw, przedstawione w przypisach

 ► = status miejski utracony przed 1937 rokiem
| Herb | Miejscowość         | Charakter prawny | Przywileje | Powiat     | Liczba mieszk. |
| ---- | ------------------- | ---------------- | ---------- | ---------- | -------------- |
|      | Antopol             | Miasto ►         | Miasteczko | kobryński  | 2206           |
|      | Bereza Kartuska     | Miasto           | Miasteczko | prużański  | 3526           |
|      | Bereźnica           | Miasto ►         | Miasteczko | sarneński  | 2434           |
|      | Błudeń              | Wieś             | Miasteczko | prużański  | 257            |
|      | Brześć nad Bugiem   | Miasto           | Miasto     | brzeski    | 29460          |
|      | Chomsk              | Wieś             | Miasteczko | drohicki   | 1678           |
|      | Dawidgródek         | Miasto           | Miasto     | łuniniecki | 9851           |
|      | Dąbrowica           | Miasto           | Miasteczko | sarneński  | 2694           |
|      | Domaczów            | Wieś             | Miasteczko | brzeski    | 1504           |
|      | Drohiczyn (Poleski) | Wieś             | Miasteczko | drohicki   | 1978           |
|      | Dywin               | Miasto ►         | Miasteczko | kobryński  | 2299           |
|      | Hancewicze          | Wieś             | Miasteczko | łuniniecki | 1015           |
|      | Horodec             | Wieś             | Miasteczko | kobryński  | 688            |
|      | Horodno             | Miasto ►         | Miasteczko | łuniniecki | 2597           |
|      | Janów               | Miasto ►         | Miasteczko | drohicki   | 3068           |
|      | Kamieniec Litewski  | Miasto           | Miasteczko | brzeski    | 2348           |
|      | Kamień Koszyrski    | Wieś             | Miasteczko | koszyrski  | 1265           |
|      | Kobryń              | Miasto           | Miasto     | kobryński  | 8208           |
|      | Kossów              | Miasto           | Miasteczko | kossowski  | 2433           |
|      | Kożangródek         | Miasto ►         | Miasteczko | łuniniecki | 2706           |
|      | Lenin               | Wieś             | Miasteczko | łuniniecki | 1520           |
|      | Linowo              | Wieś             | Miasteczko | prużański  | 145            |
|      | Lubieszów           | Wieś             | Miasteczko | piński     | 339            |
|      | Łachwa              | Miasto ►         | Miasteczko | łuniniecki | 3420           |
|      | Łohiszyn            | Miasto ►         | Miasteczko | piński     | 1984           |
|      | Łuniniec            | Miasto           | Miasto     | łuniniecki | 8267           |
|      | Malecz              | Wieś             | Miasteczko | prużański  | 430            |
|      | Małoryta            | Wieś             | Miasteczko | brzeski    | 1791           |
|      | Motol               | Miasto ►         | Miasto     | drohicki   | 4390           |
|      | Pińsk               | Miasto           | Miasto     | piński     | 23468          |
|      | Pohost Zahorodny    | Wieś             | Miasteczko | łuniniecki | 748            |
|      | Pohost Zarzeczny    | Wieś             | Miasteczko | piński     | 720            |
|      | Prużana             | Miasto           | Miasto     | prużański  | 6332           |
|      | Rafałówka           | Wieś             | Miasteczko | sarneński  | 1315           |
|      | Raśna               | Wieś             | Miasteczko | brzeski    | 275            |
|      | Rokitno             | Miasto           | Miasteczko | sarneński  | 1491           |
|      | Różana              | Miasto           | Miasto     | kossowski  | 3622           |
|      | Sarny               | Miasto           | Miasto     | sarneński  | 5931           |
|      | Serniki             | Miasto ►         | Miasteczko | piński     | 2837           |
|      | Sielec              | Wieś             | Miasteczko | prużański  | 997            |
|      | Stolin              | Miasto           | Miasto     | łuniniecki | 4763           |
|      | Szereszów           | Miasto ►         | Miasteczko | prużański  | 3310           |
|      | Telechany           | Wieś             | Miasteczko | kossowski  | 895            |
|      | Tomaszgród          | Wieś             | Miasteczko | sarneński  | 803            |
|      | Wielka Hłusza       | Wieś             | Miasteczko | koszyrski  | 334            |
|      | Wierzchowice        | Wieś             | Miasteczko | brzeski    | 223            |
|      | Włodawka            | Wieś             | Miasteczko | brzeski    | 292            |
|      | Włodzimierzec       | Miasto ►         | Miasteczko | sarneński  | 2935           |
|      | Wołczyn             | Wieś             | Miasteczko | brzeski    | 190            |
|      | Wysock              | Miasto ►         | Miasteczko | sarneński  | 2978           |
|      | Wysokie Litewskie   | Miasto           | Miasteczko | brzeski    | 2100           |
|      | Żabinka             | Wieś             | Miasteczko | kobryński  | 610            |